# Shakhbut II bin Sultan Al Nahyan
Shakhbut II bin Sultan Al Nahyan (in arabo شخبوط بن سلطان آل نهيان‎?; al-'Ayn, 1º giugno 1905 – Abu Dhabi, 11 febbraio 1989) è stato emiro di Abu Dhabi dal 1928 al 1966.

## Biografia
Shakbut nacque ad al-'Ayn il 1º giugno 1905 ed era il figlio maggiore di Sultan II bin Zayed Al Nahyan. Sua madre era la Sceicca Salma bint Bhuti Al Maktum.
Il 1º gennaio 1928, giorno della morte dello zio Saqr bin Zayed, gli succedette al trono dell'emirato di Abu Dhabi. Durante il suo regno adottò un'aggressiva strategia mercantilista, accumulando riserve d'oro. Il suo regno durò fino al 6 agosto 1966, quando fu deposto in un colpo di Stato incruento dalla forza paramilitare dei Trucial Oman Scouts, favorito dai britannici a beneficio del fratello Zayed. Le ragioni di questa mossa risiedono nel fatto che si rifiutava di spendere le royalties sulle vendite di petrolio.
Shakhbut fu scortato al suo aereo per recarsi in esilio a Londra, dopo di che si recò in Libano dove rimase fino a quando alla fine degli anni '60 o all'inizio degli anni '70, quando il fratello Zayed gli concesse di rientrare in patria.
Ebbe solo due figli, Saeed e Sultan, entrambi morti giovani, ciascuno dei quali aveva un figlio.
Morì ad Abu Dhabi l'11 febbraio 1989 all'età di 84 anni.